# Bretteville-Saint-Laurent
Pour les articles homonymes, voir Bretteville.
Bretteville-Saint-Laurent est une commune française située dans le département de la Seine-Maritime en région Normandie.

## Géographie

### Localisation

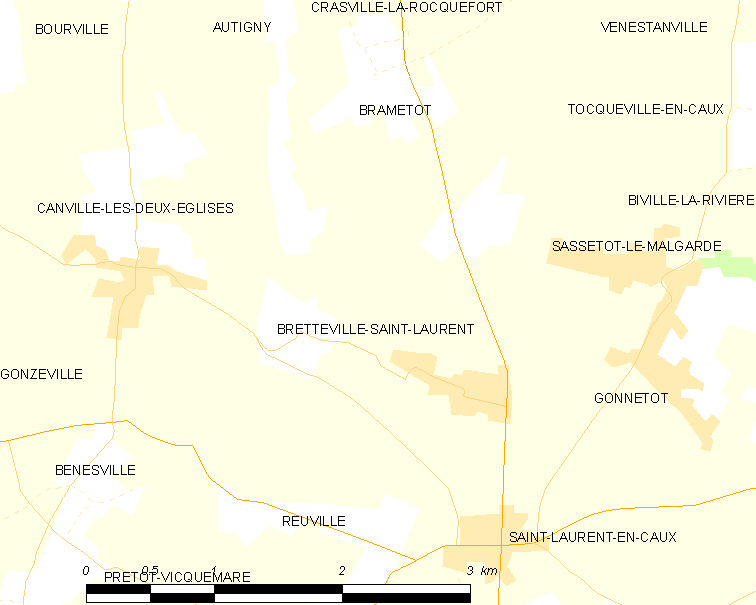
Carte de la commune de Laillé.

| Brametot                  |                           | Tocqueville-en-Caux           |
| Canville-les-Deux-Églises | Bretteville-Saint-Laurent | Sassetot-le-Malgardé Gonnetot |
| Bénesville                | Reuville                  | Saint-Laurent-en-Caux         |

### Hydrographie
La commune est située dans le bassin Seine-Normandie. Elle n'est drainée par aucun cours d'eau,.

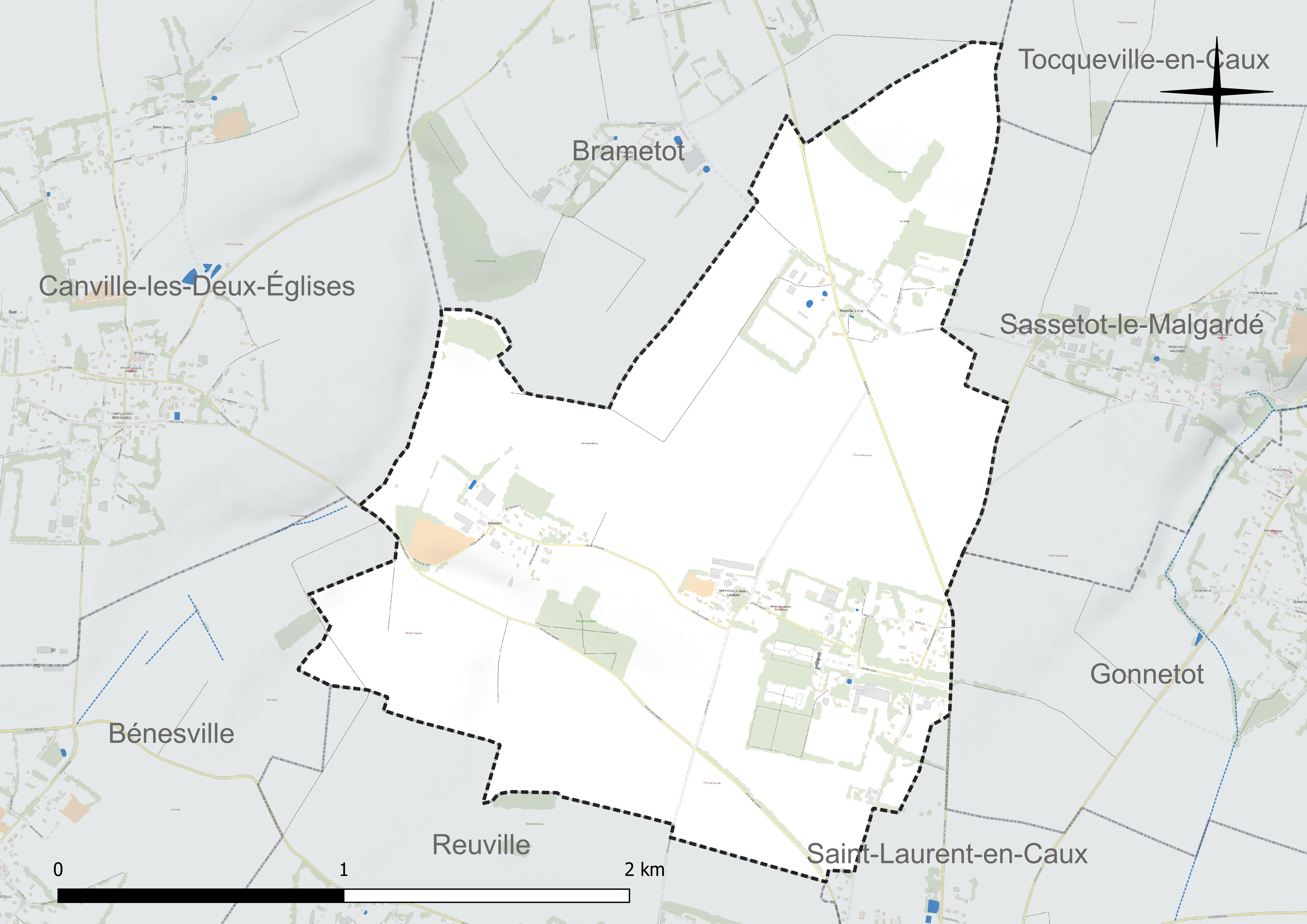
Réseau hydrographique de Bretteville-Saint-Laurent.

### Climat
Pour des articles plus généraux, voir Climat de la Normandie et Climat de la Seine-Maritime.
En 2010, le climat de la commune est de type climat océanique franc, selon une étude du CNRS s'appuyant sur une série de données couvrant la période 1971-2000. En 2020, Météo-France publie une typologie des climats de la France métropolitaine dans laquelle la commune est exposée à un climat océanique et est dans la région climatique Côtes de la Manche orientale, caractérisée par un faible ensoleillement (1 550 h/an) ; forte humidité de l’air (plus de 20 h/jour avec humidité relative > 80 % en hiver), vents forts fréquents. Parallèlement le GIEC normand, un groupe régional d’experts sur le climat, différencie quant à lui, dans une étude de 2020, trois grands types de climats pour la région Normandie, nuancés à une échelle plus fine par les facteurs géographiques locaux. La commune est, selon ce zonage, exposée à un « climat maritime », correspondant au Pays de Caux, frais, humide et pluvieux, légèrement plus frais que dans le Cotentin.
Pour la période 1971-2000, la température annuelle moyenne est de 10,2 °C, avec une amplitude thermique annuelle de 13 °C. Le cumul annuel moyen de précipitations est de 941 mm, avec 13,5 jours de précipitations en janvier et 8,9 jours en juillet. Pour la période 1991-2020, la température moyenne annuelle observée sur la station météorologique la plus proche, située sur la commune d'Ectot-lès-Baons à 14 km à vol d'oiseau, est de 10,8 °C et le cumul annuel moyen de précipitations est de 905,5 mm,. Pour l'avenir, les paramètres climatiques de la commune estimés pour 2050 selon différents scénarios d’émission de gaz à effet de serre sont consultables sur un site dédié publié par Météo-France en novembre 2022.

## Urbanisme

### Typologie
Au 1er janvier 2024, Bretteville-Saint-Laurent est catégorisée commune rurale à habitat très dispersé, selon la nouvelle grille communale de densité à sept niveaux définie par l'Insee en 2022.
Elle est située hors unité urbaine et hors attraction des villes,.

### Occupation des sols
L'occupation des sols de la commune, telle qu'elle ressort de la base de données européenne d’occupation biophysique des sols Corine Land Cover (CLC), est marquée par l'importance des territoires agricoles (93,5 % en 2018), une proportion sensiblement équivalente à celle de 1990 (93,6 %). La répartition détaillée en 2018 est la suivante : 
terres arables (70,4 %), prairies (23,2 %), zones urbanisées (6,5 %). L'évolution de l’occupation des sols de la commune et de ses infrastructures peut être observée sur les différentes représentations cartographiques du territoire : la carte de Cassini (XVIIIe siècle), la carte d'état-major (1820-1866) et les cartes ou photos aériennes de l'IGN pour la période actuelle (1950 à aujourd'hui).

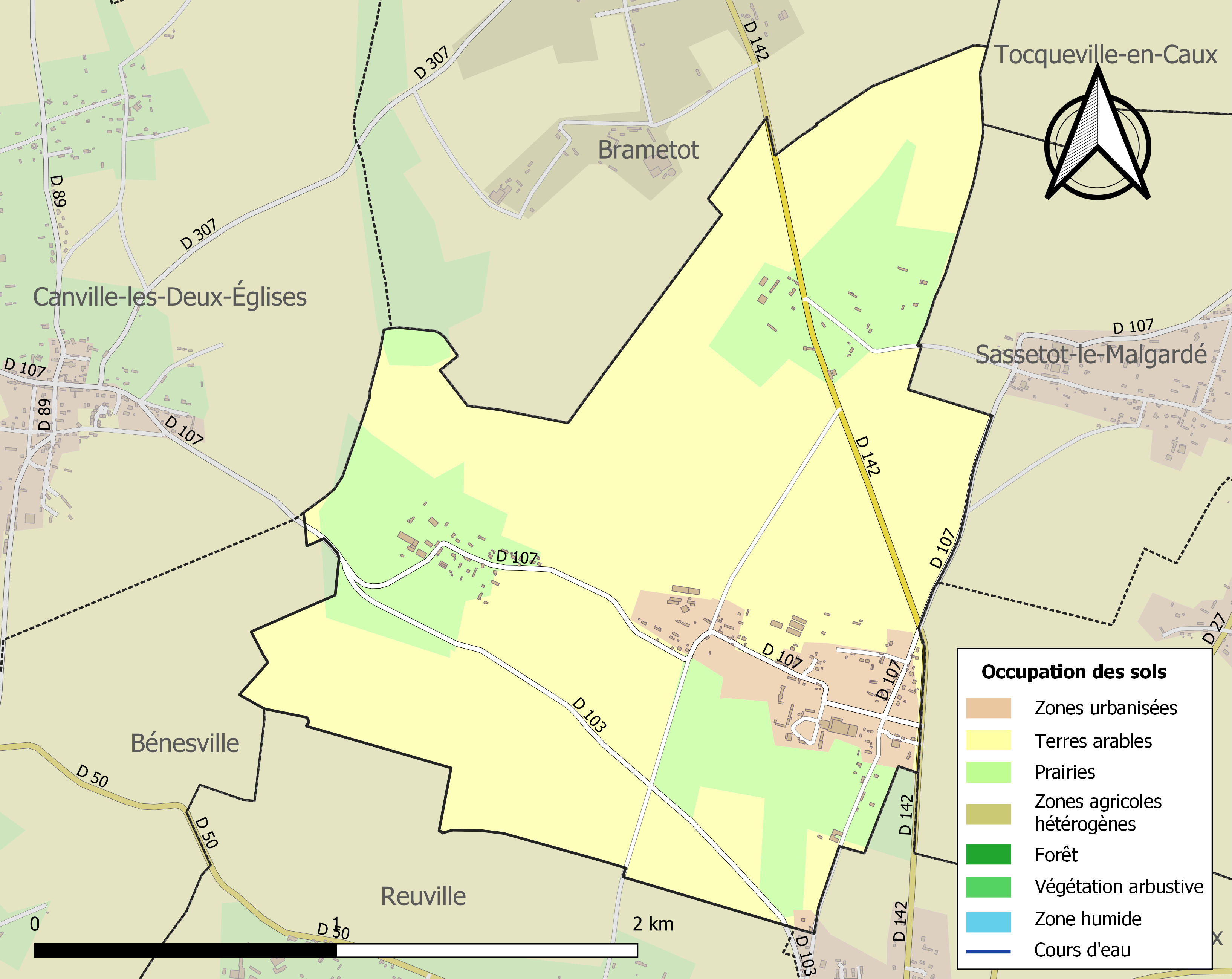
Carte des infrastructures et de l'occupation des sols de la commune en 2018 (CLC).

## Toponymie
Le nom de la localité est attesté sous les formes Breutevilla à la fin du XIIe siècle,, Broetevilla, Brotevilla au XIIe siècle également, Bretteville en 1793.
Il s'agit d'une formation toponymique médiévale en -ville, dont le premier élément est vraisemblablement un anthroponyme, conformément au cas général. Compte-tenu de la nature des formes anciennes, ce toponyme ne peut pas être rattaché à la série des autres Bretteville. En effet, elles s'opposent au fait que l'on puisse reconnaître l'adjectif bret(e) désignant une personne originaire de Grande-Bretagne. Le toponyme sera tombé plus tard dans l'attraction du type Bretteville et de l'adjectif féminin brete « bretonne », d'où son altération.
Le déterminatif, Saint-Laurent, est dû à la proximité immédiate de la commune de Saint-Laurent-en-Caux.

## Politique et administration
| Période                                  | Période                    | Identité      | Étiquette | Qualité                        |
| ---------------------------------------- | -------------------------- | ------------- | --------- | ------------------------------ |
| Les données manquantes sont à compléter. |                            |               |           |                                |
| mars 2001                                | En cours (au 10 août 2020) | Philippe Coté |           | Réélu pour le mandat 2020-2026 |

## Population et société

### Démographie
L'évolution du nombre d'habitants est connue à travers les recensements de la population effectués dans la commune depuis 1793. Pour les communes de moins de 10 000 habitants, une enquête de recensement portant sur toute la population est réalisée tous les cinq ans, les populations de référence des années intermédiaires étant quant à elles estimées par interpolation ou extrapolation. Pour la commune, le premier recensement exhaustif entrant dans le cadre du nouveau dispositif a été réalisé en 2006.

En 2022, la commune comptait 164 habitants, en évolution de +1,23 % par rapport à 2016 (Seine-Maritime : +0,35 %, France hors Mayotte : +2,11 %).
| 1793 | 1800 | 1806 | 1821 | 1831 | 1836 | 1841 | 1846 | 1851 |
| ---- | ---- | ---- | ---- | ---- | ---- | ---- | ---- | ---- |
| 228  | 245  | 234  | 225  | 323  | 365  | 397  | 380  | 367  |

| 1856 | 1861 | 1866 | 1872 | 1876 | 1881 | 1886 | 1891 | 1896 |
| ---- | ---- | ---- | ---- | ---- | ---- | ---- | ---- | ---- |
| 359  | 390  | 359  | 362  | 337  | 279  | 294  | 295  | 281  |

| 1901 | 1906 | 1911 | 1921 | 1926 | 1931 | 1936 | 1946 | 1954 |
| ---- | ---- | ---- | ---- | ---- | ---- | ---- | ---- | ---- |
| 249  | 206  | 197  | 160  | 176  | 171  | 188  | 172  | 185  |

| 1962 | 1968 | 1975 | 1982 | 1990 | 1999 | 2006 | 2011 | 2016 |
| ---- | ---- | ---- | ---- | ---- | ---- | ---- | ---- | ---- |
| 176  | 135  | 136  | 169  | 186  | 183  | 165  | 179  | 162  |

| 2021 | 2022 | - | - | - | - | - | - | - |
| ---- | ---- | - | - | - | - | - | - | - |
| 161  | 164  | - | - | - | - | - | - | - |

## Culture locale et patrimoine

### Lieux et monuments
- La commune compte un monument protégé par classement et inscription au titre des monuments historiques, le château de Bretteville. Ce château a été édifié dans la première moitié du 18e siècle dans le style classique, pour Albert-Louis Asselin, conseiller du roi Louis XV, qui avait épousé Marie-Anne Romé, fille du baron du Bec. Sa fille a épousé en 1749 Armand Thomas Hue, marquis de Miromesnil, qui fut Garde des Sceaux du roi Louis XVI de 1774 à 1787. L'édifice, précédé d'une avenue bordée d'une triple rangée d'arbres, est implanté entre une cour d'honneur limitée par des douves sèches et des jardins avec saut de loup dans l'axe. Il comprend un corps de logis central de plan rectangulaire cantonné de deux ailes en pavillon formant décrochement sur les deux façades. L'ensemble est clos de murs. Au nord subsiste l'ancienne chapelle devenue église paroissiale. Il est prolongé au sud par une aile de service et un bâtiment des offices qui commande la cour des communs[22].
- Église Notre-Dame.